# Пиркекя
Пиркекя (азерб. Pirkəkə) — село в Пиркекинском административно-территориальном округе Агдашского района Азербайджана.

## Этимология
Название село происходит от слова «пир» (с азерб. — «священное место») и рода Гягяли. Вблизи села расположена могила, которую люди считают священной.

## История
Село Пиркеке в 1913 году согласно административно-территориальному делению Елизаветпольской губернии относилось к Шекилинскому сельскому обществу Арешского уезда.
В 1926 году согласно административно-территориальному делению Азербайджанской ССР село относилось к дайре Халдан Нухинского уезда.
После реформы административного деления и упразднения уездов в 1929 году был образован Шихлинский сельсовет в Агдашском районе Азербайджанской ССР.
Согласно административному делению 1961 и 1977 года село Пиркекя входило в Шихлинский сельсовет Агдашского района Азербайджанской ССР, к 1977 году имело свой сельсовет. Но к 1983 году село переподчинено к Кошаковагскому сельсовету.
В 1999 году в Азербайджане была проведена административная реформа и внутри Пиркекинского административно-территориального округа был учрежден Пиркекинский муниципалитет Агдашского района.

## География
Пиркекя расположена на берегу канала Нейметабадарх.
Село находится в 11,5 км от райцентра Агдаш и в 249 км от Баку. Ближайшая железнодорожная станция — Ляки.
Село находится на высоте 36 метров над уровнем моря.

## Население
| Численность населения | Численность населения | Численность населения | Численность населения | Численность населения |
| 1886                  | 1983                  | 1985                  | 1999                  | 2009                  |
| --------------------- | --------------------- | --------------------- | --------------------- | --------------------- |
| 264                   | ↗1038                 | ↘920                  | ↗1102                 | ↗1172                 |

В 1886 году в селе проживало 264 человека, все — азербайджанцы, по вероисповеданию — мусульмане-сунниты.
Население преимущественно занимается хлопководством.

## Климат
| Показатель                                                                                   | Янв. | Фев. | Март | Апр. | Май  | Июнь | Июль | Авг. | Сен. | Окт. | Нояб. | Дек. | Год  |
| -------------------------------------------------------------------------------------------- | ---- | ---- | ---- | ---- | ---- | ---- | ---- | ---- | ---- | ---- | ----- | ---- | ---- |
| Средний суточный максимум, °C                                                                | 7,0  | 8,3  | 12,6 | 20,7 | 25,7 | 29,9 | 33,6 | 32,4 | 28,2 | 21,0 | 14,3  | 9,2  | 20,2 |
| Средняя температура, °C                                                                      | 3,0  | 4,2  | 8,1  | 14,9 | 19,8 | 24,0 | 27,3 | 26,2 | 22,4 | 15,9 | 10,1  | 5,2  | 15,1 |
| Средний суточный минимум, °C                                                                 | −1   | 0,2  | 3,7  | 9,1  | 13,9 | 18,2 | 21,1 | 20,1 | 16,6 | 10,9 | 6,0   | 1,2  | 10,0 |
| Норма осадков, мм                                                                            | 23   | 29   | 33   | 42   | 57   | 45   | 23   | 27   | 27   | 56   | 33    | 25   | 421  |
| Источник: https://en.climate-data.org/asia/azerbaijan/agdas-rayonu/pirk%C9%99k%C9%99-955074/ |      |      |      |      |      |      |      |      |      |      |       |      |      |

Среднегодовая температура воздуха в селе составляет +15,1 °C. В селе семиаридный климат.

## Инфраструктура
В советское время близ села располагалась птицефабрика, в селе располагались средняя школа, клуб, библиотека, медицинский пункт.
В селе расположены средняя школа, мечеть, медицинский пункт, библиотека.